# 臧世凯
臧世凯（1952年9月—），男，汉族，安徽霍邱人，中华人民共和国政治人物。安徽师范大学汉语言文学专业毕业。

## 生平
1974年10月至1977年9月，在安徽师范大学中文系汉语言文学专业学习。1976年4月加入中国共产党。
1977年9月毕业后参加工作，任六安地区教育局人秘科人事干事。
1979年7月任合肥市科协秘书、办公室副主任。1983年10月任合肥市科协副主席、党组成员。1985年12月任中共合肥市郊区区委副书记。1989年1月任中共合肥市郊区区委副书记、区委组织部部长。1991年1月任中共合肥市郊区区委书记。1993年5月任中共合肥市委常委、郊区区委书记。
1994年12月任中共黄山市委副书记、副市长。1997年1月任中共黄山市委副书记、市长，黄山风景区管委会主任。1998年9月任中共黄山市委书记、市长，黄山风景区管委会主任。1999年10月任中共黄山市委书记，黄山风景区管委会党委第一书记。2003年1月任中共黄山市委书记、市人大常委会主任，黄山风景区管委会党委第一书记。
2003年5月任中共安徽省委常委、宣传部部长，中共黄山市委书记、市人大常委会主任。2003年6月任中共安徽省委常委、宣传部部长。2008年，当选第十一届全国人民代表大会安徽地区代表。
2011年11月任安徽省人大常委会党组副书记。2012年2月任安徽省人大常委会副主任、党组副书记，兼省人大常委会代表资格审查委员会主任委员(2012年4月任)。2016年2月，辞去安徽省人大常委会副主任职务。
2013年，当选第十二届全国人民代表大会安徽地区代表。